# DJジェリーの秘密パーティー
DJジェリーの秘密パーティー（DJ Jerry）は、2008年2月9日に発表されたトムとジェリーテイルズの作品である。

## ストーリー
レコード店の店員は今日一日の営業を終えて帰宅する際、従業員のトムに「閉店後から翌朝開店前までの店内夜間警備」を命じた。
閉店後にトムが店内の見張りを始めると・床下から音楽が聞こえてきたため不審に思い、床の穴から覗くとネズミたちがダンスパーティーをしていた。そこではジェリーがDJを務めており、トムは床下にあるライブハウス「壁の穴」にいるジェリーを捕まえようと様々ないたずらを仕掛け、ジェリーがレコード店内へ来るといつもの追いかけっこを展開。トムはハンマーでジェリーを殴って捕まえようとするが、その際備品・商品や床・壁を壊し店内を荒らしてしまう。
やがてトムはネズミに変装し（偽の身分証明書をスパイクに見せる形で）身分を偽って「ネズミ以外の動物お断り」となっているライブハウス「壁の穴」へ入店。「ネズミに交じって踊る」形でジェリー捕獲を試みるも、正体がバレてしまいライブハウスから追い出された。
翌朝出勤した店員は、深夜のうちに自店内が荒らされた惨状を目の当たりにして驚愕。「俺の店に何したんだ!?」と激怒して犯人のトムを店外へ追放し懲戒解雇した。後継の店内見張り役はネズミ用ライブハウス「壁の穴」マスターのスパイクを指名している。

## 登場キャラクター
トム
レコード店に雇われ、店内見張り役として登場。閉店後の夜間警備を命ぜられ不審者に目を光らせる。閉店後に床下から音楽が聞こえてきたことを不審に思い、床の穴から覗くとジェリーたちがダンスパーティーをしていたため、大音量で音楽を流すDJのジェリーを捕まえるべく（ダンスパーティー演奏用レコードが入ったカゴを盗むなど）様々ないたずらを仕掛け、ついにレコード店内でジェリーとの追いかけっこを始める。だがその際、どさくさに紛れてハンマーでレコード店内を荒らしてしまった。やがてネズミに変装し（偽の身分証明書を入口でスパイクに見せる形で）身分を偽ってライブハウス「壁の穴」へ入店。ネズミに交じって踊る形でジェリー捕獲を試みるも、正体がバレてしまい追い出された。最後は自店内が荒らされた惨状を(翌朝の出勤時に)目の当たりにした店員の逆鱗に触れて店外へ追放され、自身は店を懲戒解雇。見張り役の座をスパイクに奪われてしまった。
ジェリー
レコード店の地下にあるネズミ専用ライブハウス「壁の穴」でDJを務めており、主役としてネズミたちのダンスパーティーを華麗なDJ機器操作で盛り上げる。トムに捕まりそうになっても攻撃を巧みにかわし、トムがネズミに変装して身分を偽って入店し・店内がパニック状態になってもDJ機器操作による演奏を続け、最後はマスターのスパイクと意気投合した。
レコード店の店員
今日一日の営業を終えて帰宅する際、従業員のトムに「（閉店後から翌朝開店前までの）店内夜間警備」を命じる。だが翌朝出勤すると店内が荒らされており、その惨状を見て「俺の店に何したんだ!?」と激怒。トムを店外へ追放して懲戒解雇し、後継として犬のスパイクを見張り役に指名した。なお自店の地下にネズミ用ライブハウス「壁の穴」があることは最後まで知らなかった。
スパイク
ネズミ用ライブハウス「壁の穴」のマスターとして登場。入口で見張り役をしており、ネズミ以外の不審者・部外者が身分を偽ってライブハウスへ無断入店しないよう目を光らせる（ライブハウスは夜間のみ営業の会員制で、専用ID=会員証を持ったネズミしか入店できない）。ネズミに変装したネコのトムがライブハウスへ来ると、偽造された身分証明書（会員証）を見て本物のネズミと信じ入店を許可したが、のちにトムは正体がバレて追い出される。翌朝は店内を荒らして追い出されたトムの後継として、レコード店の店内見張り役に指名された。最後はDJのジェリーと意気投合し、ダンスパーティー演奏用レコードが入ったカゴをジェリーへ渡している。
2羽のハト
ネズミ専用ライブハウス「壁の穴」へ入店しようとしたが、見張っていたマスターのスパイクに門前払いされた。
客のネズミたち
DJジェリーの演奏(華麗なDJ機器操作)に合わせてダンスパーティーを楽しむ。トムに邪魔されたため音楽が一時停止すると戸惑い、やがてネズミに変装したトムが（ジェリーを捕まえようと）ライブハウスへ来ると店内はパニック状態となる。最後は「自分が履いていたスニーカーを汚された」事態発覚をきっかけにトムの正体を暴き、一致団結してトムをライブハウスから追い出した。